# NGC 4553
NGC 4553 est une galaxie lenticulaire située dans la constellation du Centaure. Sa vitesse par rapport au fond diffus cosmologique est de 3 439 ± 27 km/s, ce qui correspond à une distance de Hubble de 50,73 ± 3,57 Mpc (∼165 millions d'al). NGC 4553 a été découverte par l'astronome germano-britannique John Herschel en 1835.
NGC 4553 a été utilisée par Gérard de Vaucouleurs comme une galaxie de type morphologique SA(r)0+ dans son atlas des galaxies,.
NGC 4553 présente une large raie HI
À ce jour, une mesure non basée sur le décalage vers le rouge (redshift) donne une distance d'environ 37,200 Mpc (∼121 millions d'al). Cette valeur est nettement à l'extérieur des valeurs de la distance de Hubble. Notons cependant que c'est avec la valeur moyenne des mesures indépendantes, lorsqu'elles existent, que la base de données NASA/IPAC calcule le diamètre d'une galaxie et qu'en conséquence le diamètre de NGC 4553 pourrait être d'environ 55,1 kpc (∼180 000 al) si on utilisait la distance de Hubble pour le calculer.

## Groupe de NGC 4696
Selon A.M. Garcia, NGC 4553 est un membre du groupe de NGC 4696 qui compte au moins 79 galaxies. Les autres galaxies du New General Catalogue et de l'Index Catalogue de ce groupe sont NGC 4373, NGC 4499, NGC 4507, NGC 4573, NGC 4601, NGC 4650, NGC 4672, NGC 4677, NGC 4681, NGC 4683, NGC 4696, NGC 4729, NGC 4743, NGC 4744, NGC 4767, NGC 4811, NGC 4812, NGC 4832, IC 3290 et IC 3370.
Le groupe de NGC 4696 fait partie de l'amas du Centaure, un des amas du superamas de l'Hydre-Centaure.